# Langon (Ille-et-Vilaine)
Langon (bret. Landegon) – miejscowość i gmina we Francji, w regionie Bretania, w departamencie Ille-et-Vilaine.
Według danych na rok 1990 gminę zamieszkiwało 1261 osób, a gęstość zaludnienia wynosiła 35 osób/km² (wśród 1269 gmin Bretanii Langon plasuje się na 487. miejscu pod względem liczby ludności, natomiast pod względem powierzchni na miejscu 188.).